# Giovanni Battista Nasalli Rocca di Corneliano
Giovanni Battista Nasalli Rocca di Corneliano (Plasencia, 27 de agosto de 1872 – Bolonia, 13 de marzo de 1952) fue un cardenal y arzobispo católico italiano.

## Biografía
Nacido en Plasencia el 27 de agosto de 1872, donde asistió al seminario. Consiguió la licenciatura en teología, fue ordenato sacerdote en 1895, y se dedicó sobre todo al apostolado entre los jóvenes colaborando en la organización de la Acción Católica, de la cual en 1920 se convertirá en asistente eclesiástico general.
Luego fue a Roma para estudiar un curso de diplomacia en la Academia Pontificia Eclesiástica. Aquí fue nombrado prelado de honor de Su Santidad y protonotario apostólico en 1902.
Fue antes obispo de Gubbio, de 1907 a 1916, cuando fue elegido por la oficina de Limosnero secreto; fue promovido como arzobispo titular de Tebe, así como canónigo de San Pedro en el Vaticano.
El Papa Benedicto XV lo destinó en 1921 a la archidiócesis de Bolonia, el la que permanecerá hasta su muerte. El Papa Pío XI lo elevó al rango de cardenal en el consistorio del 23 de mayo de 1923, con el título de la Iglesia Santa María en Traspontina, el mismo que posteriormente pasará a Giacomo Lercaro. En Bolonia se convocaron tres congresos eucarísticos, incluyendo, en 1927, el IX Congreso Eucarístico Nacional. Promovió la actividad del seminario ONARMO para la formación de los capellanes del trabajo, en el que también se construyó el Centro de estudios sociales para sacerdotes y laicos.
En 1939 participó en el cónclave que vio la elección de Pío XII.
Durante la Segunda Guerra Mundial abrió el seminario arzobispal adaptándolo como hospital, y preparó alojamiento para los refugiados en aquel regional; también intervino para salvar a personas condenadas a muerte y luchó por la defensa del Santuario de Nuestra Señora de San Luca.
En la posguerra colaboró con la Pontificia comisión de asistencia a los refugiados y encaminó la reconstrucción de las iglesias afectadas.
Murió el 13 de marzo de 1952 a la edad de 79 años, después de haber sido arzobispo en la capital emiliana durante 32 años, y fue sepultado, por deseo suyo, en el santuario mariano de Nuestra Señora de San Luca.